# 你不會孤單
《你不會孤單》（英語：You Are Not Alone）是香港歌手黎明的迷你專輯，全碟由雷頌德作曲及監製、林夕填詞，專輯於2008年7月11日由唱片公司A Music首次發行，收益捐給聯合國兒童基金會，幫助2008年四川大地震的災民及孤兒。

## 製作概念
《你不會孤單》是黎明以聯合國兒童基金會親善大使身份，為2008年四川大地震賑災籌款而製作的專輯，2008年，中國四川省發生地震，約有四千名兒童因此而變成孤兒，黎明與他的音樂搭擋雷頌德和林夕為受地震影響的兒童創作一首歌曲，並製作成唱片進行義賣，收益用來推行「心靈重建」計劃，讓這次地震中的孤兒重拾健康快樂的心靈。這張專輯的籌備時間約兩星期，收錄了1首國語歌曲〈你不會孤單〉及鋼琴演奏版〈美好的心靈〉，黎明認為逛唱片店的人未必會為了1首歌曲而購買唱片，而唱片售價對於到金飾店購物的人來說只是付出少許金錢，因此選擇在金飾店門市售賣此專輯，首批發行量為2萬5千張，售價為港幣10元，唱片收益及網上下載歌曲的收益，以不扣除開支形式全數捐給聯合國兒童基金會，用於為地震災難中的兒童提供心理支援及輔導。

## 曲目列表
| 曲序     | 曲目       |          | 作曲     | 备注       | 时长 |
| -------- | ---------- | -------- | -------- | ---------- | ---- |
| 1.       | 你不會孤單 | 林夕     | 雷頌德   |            | 4:02 |
| 2.       | 美好的心靈 |          | 雷頌德   | 鋼琴演奏版 | 5:16 |
| 总时长： | 总时长：   | 总时长： | 总时长： | 总时长：   | 9:18 |

## 相關作品
歌曲〈你不會孤單〉的音樂短片由黎明、雷頌德、林夕及十多名兒童參與演出，用了1個晚上完成錄影工作，音樂短片於2008年6月8日的「四川心靈重建計劃」活動中首次播出。